# Gazprombank
Gazprombank (in russo: Газпромбанк), o chiamata anche con l'acronimo GPB (JSC), è una banca russa di proprietà privata,  con sede a Mosca.
Da novembre 2014, il maggior azionista della banca che detiene il 46% è Gazfond, un fondo d'investimento di proprietà di Jurij Šamalov.
Tra i maggiori gruppo bancario del Paese e dell'Europa orientale, tra le sue controllate c'è anche Gazprom-Media.
La banca possiede una rete di 43 filiali e oltre 260 sportelli bancari dislocati in tutta la Federazione Russa. Inoltre, la Gazprombank è presente anche in altri stati come la Bielorussia e la Svizzera attraverso la partecipazioni in due banche estere: la Belgazprombank (Bielorussia) e Gazprombank (Svizzera). Gazprombank ha anche uffici di rappresentanza in Mongolia, Cina e India.

## Storia
Durante l'inizio della crisi russo-ucraina del 2014, gli Stati Uniti e l'UE hanno imposto nel luglio 2014 delle sanzioni alla Gazprombank. A causa di ciò, alla fine dello stesso anno, la Gazprombank ha ricevuto circa 560 milioni di euro di aiuti di Stato.
Il 24 febbraio 2022, il presidente degli Stati Uniti Joe Biden ha annunciato sanzioni contro Gazprombank e altre istituzioni finanziarie russe in risposta all'invasione russa dell'Ucraina. 

### Cambiamenti (decessi) nel team di leadership (2022)
Il 29 gennaio 2022, Leonid Shulman, il capo del servizio di trasporto Gazprom-invest, è stato trovato morto.
Il 25 febbraio 2022, Alexander Tyulyakov, vice direttore generale del Centro di insediamento unificato di Gazprom, è stato trovato morto in un cappio.
Il 2 marzo 2022, Igor Volobuev, vicepresidente di Gazprombank, è fuggito dalla Russia per trasferirsi nella sua nativa Ucraina, essendo nato a Okhtyrka, Sumy. Da quando arrivò a Kiev dichiarò che la sua vita era in pericolo e che la morte di Vladislav Avayev, avvenuta in aprile, non era un suicidio, ma un assassinio. Si è anche unito alla difesa territoriale ucraina nel tentativo di "lavare via" il suo passato russo.
Il 18 aprile 2022, l'ex vicepresidente della Gazprombank Vladislav Avayev è stato trovato morto con una pistola in mano  nel suo appartamento di Mosca, insieme a sua moglie incinta e sua figlia tredicenne, in un apparente omicidio-suicidio.